# Скотина (Дион-Олимп)
Скотина (грч. Σκοτίνα) је насељено место у општини Дион-Олимп у периферији Средишња Македонија, Грчка. Према попису из 2021. године било је 753 становника.
Насеље су подигли мештани старог села Скотина (Горња Скотина). Први пут се помиње на попису из 1940. године са 64о житеља. После Грчког грађанског рата скоро сви мештани старе села су се преселили у Скотину, тако је 1951. године било 1.159 становника. Село се раније звало Скотиниотика.